# Alexander Igorewitsch Grischtschuk
Alexander Igorewitsch Grischtschuk (russisch Александр Игоревич Грищук, wiss. Transliteration Aleksandr Igorevič Griščuk; man trifft oft die englische Form Grischuk; * 31. Oktober 1983 in Moskau) ist ein russischer Schachgroßmeister.

## Werdegang

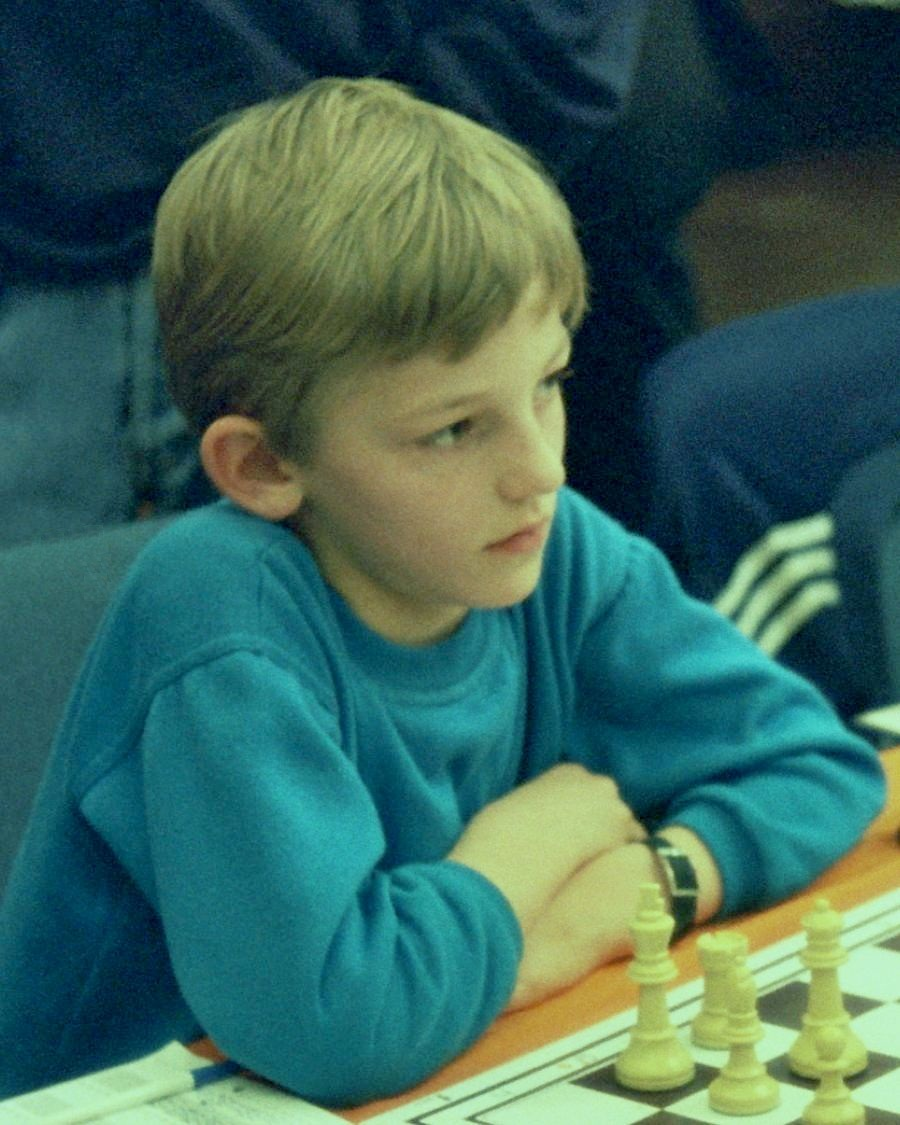
Alexander Grischtschuk (1992)
Vizeweltmeister U10 in Duisburg

Grischtschuk stammt aus einer Intellektuellenfamilie, seine Eltern sind Physiker. Sein Schachtalent wurde in den 90er Jahren stark gefördert. 1992 nahm er an der Jugendweltmeisterschaft U10 in Duisburg teil, wo er Vizeweltmeister hinter Luke McShane wurde. Als Kind spielte er weiterhin bei wichtigen nationalen und internationalen Jugendturnieren (wie 1995 in Verdun bei der Jugend-Europameisterschaft U12, bei der er den sechsten Platz belegte), daneben aber auch verstärkt an Turnieren der Erwachsenen. Bereits 1998 nahm er an der Meisterschaft Russlands unter den Erwachsenen teil. Seine erzielten 5 Punkte aus 11 Partien waren bereits ein achtbares Ergebnis.
1999 erzielte er die ersten hervorragenden Resultate: Er gewann das Tschigorin-Memorial in Sankt Petersburg und wurde für die russische Nationalmannschaft nominiert, für die er an der Europamannschaftsmeisterschaft in Batumi teilnahm (+3 =6 −0). 2000 verlieh ihm, 16-jährig, die FIDE den Titel eines Großmeisters. Weitere Erfolge folgten im selben Jahr, so gewann er zusammen mit Ruslan Ponomarjow in Tórshavn und gelangte bei der FIDE-WM in Neu-Delhi bis ins Halbfinale, wo er Alexei Schirow unterlag. Auf der Schacholympiade in Istanbul spielte er wieder solide und erfolgreich: (+5 =5 −0). Grischtschuk studierte an der Moskauer Sporthochschule.

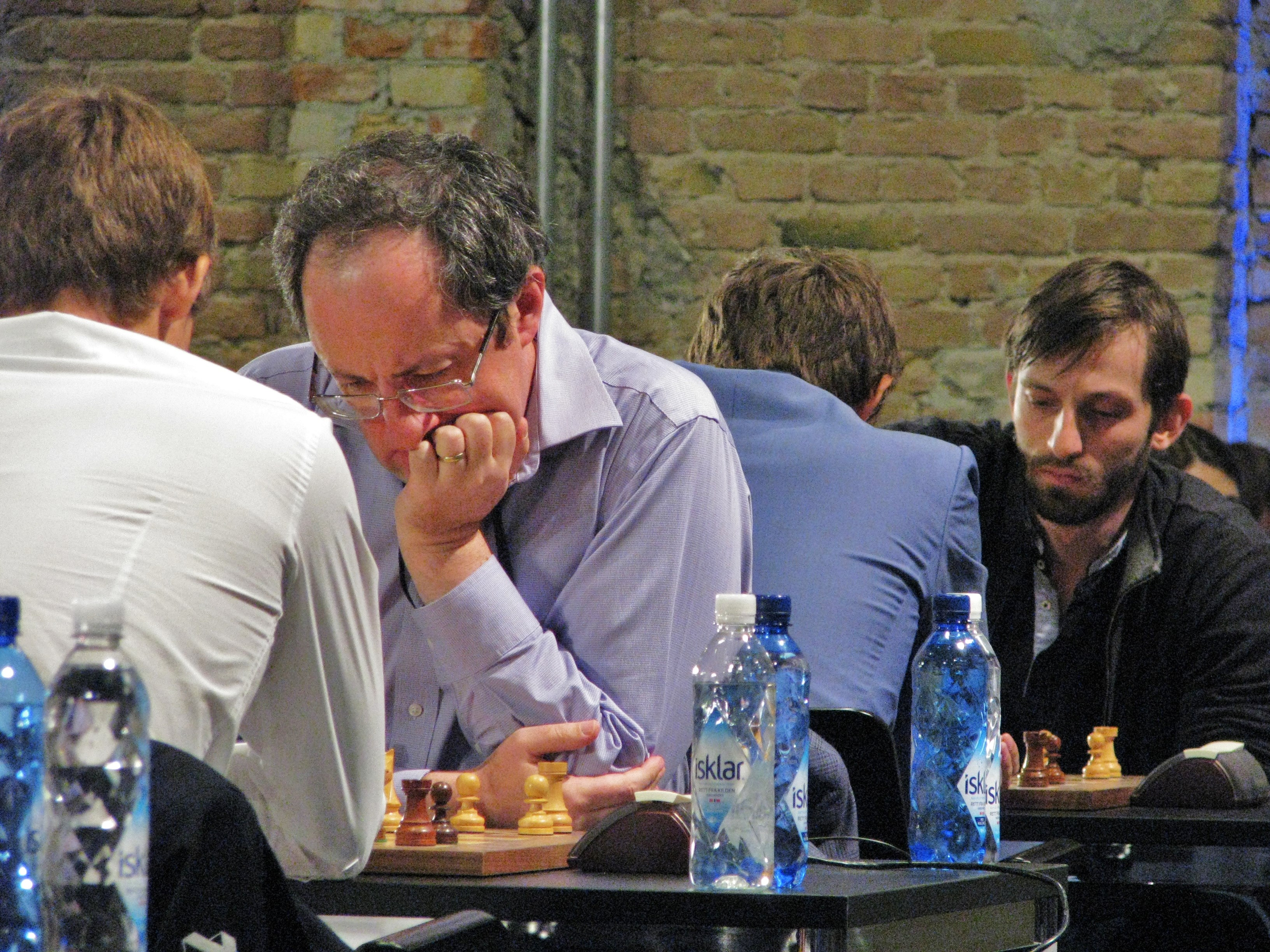
Grischtschuk (hinten re.) in der 18. Runde gegen Karjakin auf dem Weg zu seinem 3. WM-Titelgewinn im Blitzschach

Sein Erfolg bei der FIDE-WM ließ ihn in den Kreis der Elitespieler treten: er nahm 2001 in Linares teil, wo er auf dem geteilten zweiten Platz landete (Sieger wurde Garri Kasparow). 2002 wurde er in Wijk aan Zee Zweiter hinter Jewgeni Barejew und geteilter Erster beim Aeroflot Open in Moskau. Beim Schnellschach-Grand-Prix in Dubai 2002 wurde er Zweiter hinter Péter Lékó, dem er im Finale unterlag. 2004 gewann er das Eliteturnier in Poikowski zusammen mit Sergei Rublewski. Bei der FIDE-WM in Tripolis im selben Jahr gelangte er bis ins Viertelfinale, wo er gegen den späteren Weltmeister Rustam Kasimjanov in den Schnellpartien verlor. Im selben Jahr wurde er hinter Garri Kasparow russischer Vize-Meister in Moskau. Im September 2006 gewann Grischtschuk in Rischon leTzion die FIDE-WM im Blitzschach nach Stichkampf gegen Pjotr Swidler. Beim Kandidatenturnier vom 26. Mai bis 13. Juni 2007 in Elista qualifizierte sich Grischtschuk durch Wettkampfsiege gegen Wladimir Malachow (3,5:1,5) und Sergei Rublewski (5,5:3,5 nach Stichkampf) für das Turnier um die Weltmeisterschaft im September 2007, bei dem er über den achten und damit letzten Platz nicht hinauskam. Im August 2007 gewann er die stark besetzte Blitzschach-Meisterschaft von Moskau mit 17 Punkten aus 19 Partien. Im März 2009 siegte er beim Eliteturnier in Linares mit 8 Punkten aus 14 Partien nach Wertung vor dem punktgleichen Wassyl Iwantschuk. Im Dezember 2009 siegte er beim Finale der Russischen Meisterschaft in Moskau mit 6,5 Punkten aus 9 Partien.

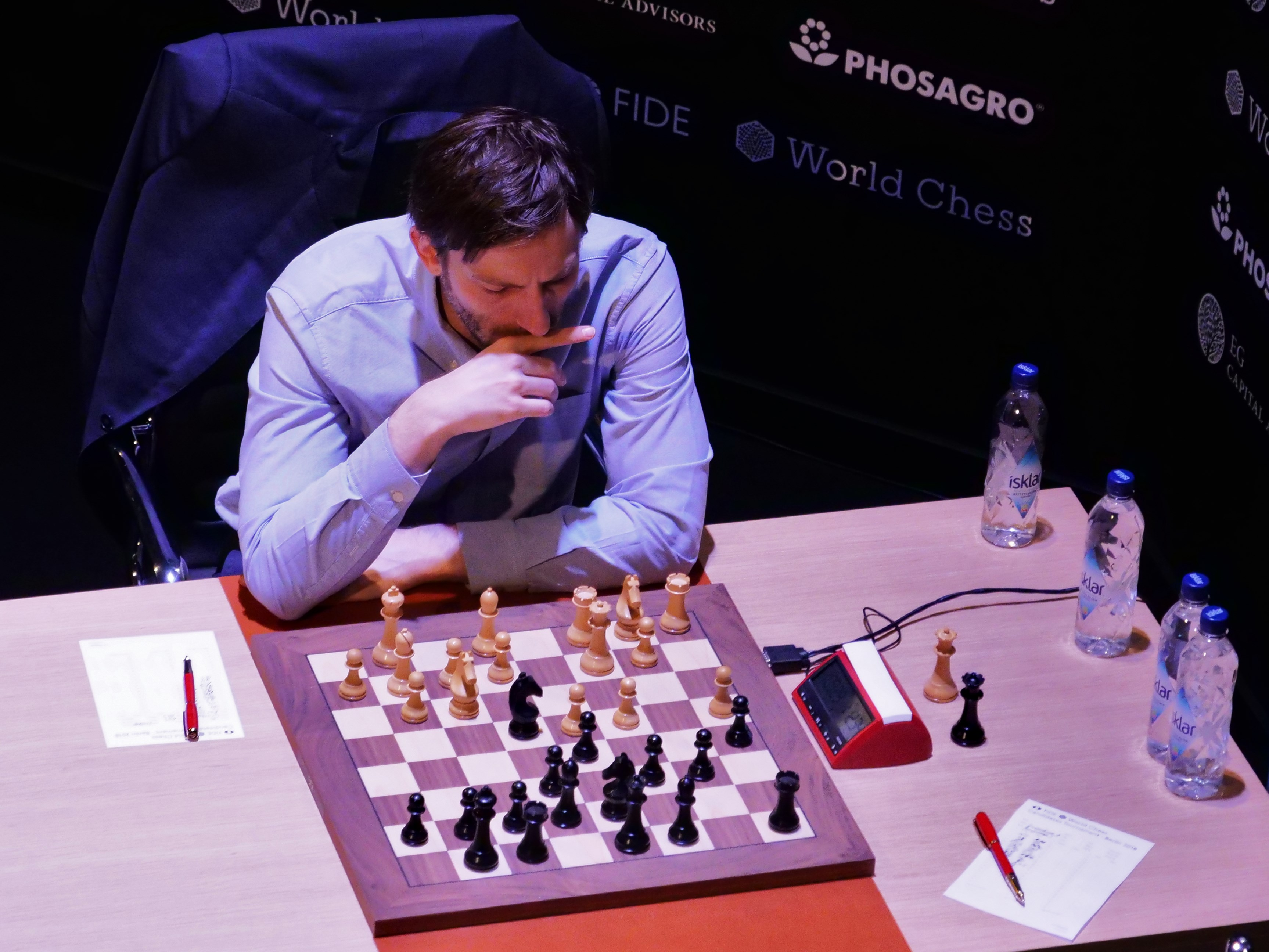
Kandidatenturnier Berlin 2018 (10. Runde)

2011 kam er sowohl beim Kandidatenturnier als auch beim Schach-Weltpokal bis ins Finale und wurde jeweils Zweiter. 2012 wurde er in Astana zum zweiten Mal nach 2006 Weltmeister im Blitzschach. Bei der zuvor erstmals ausgetragenen Weltmeisterschaft im Schnellschach kam er auf den 5. Platz.
Bei den Schnell- und Blitzschachweltmeisterschaften 2015 in Berlin wurde Grischtschuk zum dritten Mal Blitzschachweltmeister. Im klassischen Schach wurde er Zweiter beim FIDE Grand Prix 2017 und qualifizierte sich damit für das Kandidatenturnier der Weltmeisterschaft 2018 in Berlin, wo er den sechsten Platz belegte. Den folgenden FIDE-Grand-Prix 2019 gewann er und qualifizierte sich damit auch für das Kandidatenturnier der Weltmeisterschaft 2020 in Jekaterinburg, das er wiederum mit dem sechsten Platz abschloss.
Grischtschuk gehört zu den Kritikern der klassischen Bedenkzeitregelung im Schach. Nach eigener Aussage kann er sich für solche Turniere nur motivieren, wenn es um einen hohen Einsatz geht, ansonsten bevorzugt er Blitz- und Schnellschach.
Er ist verheiratet mit Jekaterina Lagno und hat vier Kinder.
Grischtschuk war als leidenschaftlicher und semiprofessioneller Pokerspieler bekannt, der sowohl an Liveturnieren teilnahm, als auch online spielte. 2017 verkündete er allerdings, dass er das Pokerspiel aufgegeben habe.
Nach der Verhaftung von Alexei Nawalny im Januar 2021 protestierte Gritschtschuk zusammen mit Daniil Dubow dagegen.
| Die zur Anzeige dieser Grafik verwendete Erweiterung wurde dauerhaft deaktiviert. Wir arbeiten aktuell daran, diese und weitere betroffene Grafiken auf ein neues Format umzustellen. (Mehr dazu) |

## Nationalmannschaft
Grischtschuk gehört seit 1999 zur russischen Nationalmannschaft und nahm an acht Schacholympiaden, sechs Mannschaftsweltmeisterschaften und sechs Mannschaftseuropameisterschaften teil. Er wurde 2000 und 2002 Olympiasieger, 2005, 2010 und 2013 Mannschaftsweltmeister sowie 2003, 2007 und 2015 Mannschaftseuropameister.

## Vereine
In der russischen Mannschaftsmeisterschaft spielte Grischtschuk 2001 bei Norilski Nikel Norilsk, von 2003 bis 2009 für die Mannschaft Ural Jekaterinburg, mit der er 2006 und 2008 Mannschaftsmeister wurde, 2010 für Chanty-Mansijsk sowie 2013 und 2014 für Malachit Oblast Swerdlowsk, das 2014 Meister wurde. In der deutschen Schachbundesliga spielte Grischtschuk in der Saison 2002/03 beim Meister Lübecker Schachverein von 1873, in der Saison 2016/17 spielt er bei den SF Deizisau in der 2. Bundesliga. In Frankreich spielte er bis 2006 bei Paris NAO, mit dem er 2003, 2004, 2005 und 2006 Meister wurde, und in Spanien 2007 für CA Intel-Tiendas UPI Mancha Real. Den European Club Cup gewann er 2001 mit Norilski Nikel Norilsk, 2003 und 2004 mit Paris NAO, 2008 mit Ural Jekaterinburg und 2012 mit SOCAR Baku. Mit Shanghai Mobile China gewann Grischtschuk 2017 und 2019  die chinesische Mannschaftsmeisterschaft.

## Partiebeispiel
|   | a | b | c | d | e | f | g | h |   |
| 8 |   |   |   |   |   |   |   |   | 8 |
| 7 |   |   |   |   |   |   |   |   | 7 |
| 6 |   |   |   |   |   |   |   |   | 6 |
| 5 |   |   |   |   |   |   |   |   | 5 |
| 4 |   |   |   |   |   |   |   |   | 4 |
| 3 |   |   |   |   |   |   |   |   | 3 |
| 2 |   |   |   |   |   |   |   |   | 2 |
| 1 |   |   |   |   |   |   |   |   | 1 |
|   | a | b | c | d | e | f | g | h |   |

In der folgenden Partie gewann Grischtschuk mit den schwarzen Steinen gegen Magnus Carlsen beim Sinquefield Cup in St. Louis 2015.
Carlsen–Grischtschuk 0:1
St. Louis, 30. August 2015
Sizilianische Verteidigung (Najdorf-Variante), B92
1. e4 c5 2. Sf3 d6 3. d4 cxd4 4. Sxd4 Sf6 5. Sc3 a6 6. Le2 e5 7. Sb3 Le7 8. Le3 Le6 9. Dd3 Sbd7 10. Sd5 0–0 11. 0–0 Lxd5 12. exd5 Tc8 13. c4 Se8 14. Dd2 b6 15. Tac1 a5 16. Sa1 g6 17. b4 Sg7 18. bxa5 bxa5 19. Ld3 Sc5 20. Lc2 a4 21. Tb1 e4 22. Lxc5 Txc5 23. Lxa4 Txc4 24. Lc6 Sf5 25. De2 Tc3 26. Dxe4 Ta3 27. De2 Lf6 28. Sb3 De7 29. Dxe7 Sxe7 30. Sd2 Txa2 31. Sc4 Td8 32. g4 Ld4 33. Tbd1 Lc5 34. Td2 Txd2 35. Sxd2 Sxc6 36. dxc6 Tc8 37. Se4 Txc6 38. Td1 h6 39. h4 Kf8 40. Kg2 Ke7 41. Tc1 Tc8 42. Kf3 Ke6 43. Tc2 Tc7 44. h5 gxh5 45. gxh5 Lb6 46. Te2 Ld4 47. Kg3 d5 48. Sd2+ Kf5 49. Kg2 Le5 50. Sf3 Lf6 51. Ta2 Td7 52. Se1 Tc7 53. Kf3 Lg5 54. Ta5 Ke5 55. Ke2 Ke4 56. Ta4+ d4 57. f3+ Kd5 58. Ta5+ Kc4 59. Sd3 Te7+ 60. Te5 Te6 61. f4 Lf6 62. Txe6 fxe6 63. Sf2 Le7 64. Sg4 Kc3 65. f5 exf5 66. Sxh6 Kc2 0:1